# Marketing viral

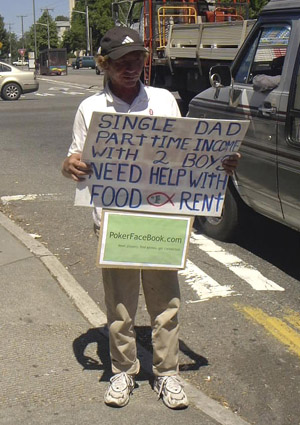
Um exemplo de Marketing viral.

Marketing viral ou publicidade viral refere-se a técnicas de marketing que tentam explorar a mídia social para produzir um aumento exponencial do conhecimento de determinada marca, num processo análogo à difusão de um vírus, durante uma epidemia. A definição de marketing viral foi cunhada originalmente para descrever a prática adotada por vários serviços livres de e-mail de adicionar publicidade às mensagens enviadas por seus usuários. O que se assume é que se tal anúncio ao alcançar um usuário "suscetível", esse usuário será "infectado" e reenviará o email a outras pessoas suscetíveis, "infectando-as" também. Se cada usuário infectado envia um e-mail a mais do que um usuário susceptível, em média (ou seja, a taxa reprodutiva básica é maior do que um), os resultados padrão em epidemiologia implicam que o número de usuários infectados crescerá segundo uma curva logística, cujo segmento inicial é exponencial.
De forma mais geral, o marketing viral é empregado em algumas campanhas de marketing baseadas na internet e nas quais se utilizam blogs, sites aparentemente amadores e outras formas de astroturfing para difundir um novo produto ou serviço de determinada marca. O termo "publicidade viral" baseia-se na ideia de que as pessoas tendem a compartilhar conteúdos divertidos. Assim, os anúncios tomam muitas vezes a forma de divertidos videoclipes ou jogos Flash interativos, imagens ou mesmo textos.